# Giuseppe Mengoli
Giuseppe Mengoli (* 16. března 1965 Collepasso) je italský římskokatolický duchovní a biskup San Severo.

## Život
Narodil se 16. března 1965 v Collepasso.
Po maturitě vstoupil do regionálního kněžského semináře v Tarantu. Poté přešel do Papežského římského většího semináře. Na Papežské univerzitě Gregoriana získal licenciát z teologie a na Papežské lateránské univerzitě doktorát. Dne 1. července 1989 byl arcibiskupem Vincenzem Francem vysvěcen na kněze a inkardinován do arcidiecéze Otranto. Stal se farním vikářem u Maria Santissima Annunziata v Otrantu.
Roku 1991 byl ustanoven arcibiskupským kancléřem a následující rok spirituálem semináře. Tyto funkce vykonával do roku 1998, kdy se stal farářem u Spirito Santo v Botrugno. Působil též ve farnosti Maria Santissima Immacolata v Maglie. Roku 2018 byl jmenován generálním vikářem arcidiecéze.
Dne 1. března 2023 jej papež František ustanovil biskupem San Severo. Biskupské svěcení přijal 16. května z rukou arcibiskupa Donata Negra a spolusvětiteli byli arcibiskupové Giovanni Checchinato a Francesco Cacucci. Do úřadu byl slavnostně uveden 31. května.